# Freefall (Webcomic)
Freefall ist ein Science-Fiction Webcomic, der seit dem März 1998 von Mark Stanley geschrieben und gezeichnet wird. Der Comic handelt vom namensgebenden Alien Sam Starfall, einer Art Kalmar in einem Weltraumanzug mit Exoskelett, seinem Roboter Helix und seiner Ingenieurin Florence Ambrose.

## Handlung
Sam Starfall, ein unmoralisches und opportunistisches Alien, möchte ein berühmter Raumschiffpilot werden. Das Raumschiff „Savage Chicken“ hat er zwar durch zwielichtige Geschäfte in seinen Besitz gebracht, es ist jedoch schrottreif und nicht mehr weltraumtauglich. Zusammen mit seinem Roboter-Gefährten Helix hält er sich durch Diebstahl und Betrügereien über Wasser. Eines Tages erhält er die Chance, Florence Ambrose vorzeitig aus ihrem Kälteschlaf zu wecken, um sie als Schiffsingenieur einzustellen. Florence ist ein Bowman’s Wolf, eine genetisch modifizierte Lebensform der Firma Ecosystems Unlimited. Mit ihrer Hilfe gelingt es tatsächlich, das Raumschiff in einen flugfähigen Zustand zu bringen.

## Charaktere
Sam Starfall, stammt von einem Wasserplaneten und gelangte irrtümlich an Bord eines Raumschiffes. Er wurde auf den Planeten Jean transportiert, der sich im Frühstadium des Terraformings befindet und auf dem die Handlung des Comics spielt. Sam ist ein unmoralisches, aasfressendes Squid-Alien, welches in einem Raumanzug mit Exoskelett lebt. Jede sich bietende Gelegenheit für Diebstahl oder andere illegale Geschäfte wird von ihm begeistert genutzt.
Helix ist der Roboter-Gefährte vom Sam und besitzt etwa den Verstand eines Grundschul-Kindes. Er sieht einerseits Sam als sein Vorbild, erkennt andererseits aber auch die Schwierigkeiten, in die sie beide durch seine kriminelle Energie immer wieder geraten.
Florence Ambrose wurde als eine von nur 14 Exemplaren der Gattung Bowman's Wolf von der Firma Ecosystems Unlimited geschaffen. Streng genommen ist sie Eigentum eines Besitzers, besitzt aber einen wachen Verstand und einen sehr rechtschaffenen Charakter. Dies bring sie immer wieder in Konflikt mit dem Wesen und den Handlungen ihres Captains Sam Starfall.

## Entstehung und Konzeption
Für das erste Kapitel entstand der Webcomic zunächst in Form eines schwarzweiß Strips mit 2 bis 4 Bildern und wird seit 2006 auch in einer von George Peterson kolorierten Version publiziert. Der erste Handlungsbogen beschreibt den Wunsch des Protagonisten, ein berühmter und reicher Raumschiff-Captain zu werden. Der zweite Handlungsbogen betrifft vor allem Florence, die zufällig entdeckt, dass die Roboter auf dem Planeten mit dem gleichen neuronalen Netzwerk ausgestattet wurden, wie sie selbst. Ähnlich wie bei Florence haben daher auch die Roboter individuelle Persönlichkeit und ein Bewusstsein entwickelt. Die Herstellerfirma Ecosystems Unlimited droht, durch ein Virusprogramm die höheren Funktionen der Roboter zu löschen, um sie auch in Zukunft weiter als reine Arbeitsmaschinen zu verwenden.
Im zweiten Kapitel, welches seit 2016 veröffentlicht wird, reist die Mannschaft der „Savage Chicken“ zu einer Weltraumstation, um dort die Eltern von Florence' Freund zu besuchen. Außerdem schaltet sich Sam dort in den Konflikt zwischen Arbeitern und Geschäftsführung ein.
Generelle Themen des Webcomics sind Computertechnik, Künstliche Intelligenz, Religion, Gesellschaft, Moral und naturwissenschaftliche Themen.

## Veröffentlichungen
Seit dem März 1998 wird der Webcomic dreimal pro Woche auf der Webseite freefall.purrsia.com veröffentlicht. Eine gedruckte Version des Comics gibt es nicht, allerdings wird Freefall auf mehreren Webseiten gespiegelt und bei tangent128 auch in einem fortlaufenden Modus angeboten, um ihn flüssiger lesen zu können. Auf glasswings.com wird der Comic zudem in einer deutschen Übersetzung angeboten. Mit dem Comicstrip Nummer 2835 endete das erste Kapitel. Seit 2016 läuft das zweite Kapitel der Geschichte.

## Rezeption
Der Webcomic gewann 2001 den Web Cartoonist's Choice Award in der Kategorie „Science Fiction“ und den Prometheus Award in der Kategorie Specialpreis 2017. Freefall wurde in der 2015 Adafruit Comic List empfohlen.